# Ходячі мерці (сезон 3)
Прем'єра третього сезону телесеріалу Ходячі мерці відбулася 14 жовтня 2012 року. Сезон складатиметься з 16 епізодів. Телесеріал заснований на однойменній серії графічних романів Роберта Кіркмана, Тоні Мура і Чарлі Адларда. Для телебачення підготовлений Френком Дарабонтом, Робертом Кіркманом та Гленом Маззарою. Так як і в коміксі, події в сезоні розгортаються навколо закинутої в'язниці та окружного містечка Вудбері. У сезоні з'являються декілька помітних персонажів з коміксу: Губернатор, Мішон і Тайріз.

## Сюжет
Третій сезон почитається з пошуків нової будівлі для Ріка і його друзів. Врешті решт вони знаходять покинуту в'язницю, де була захищена територія та ряд ставок з питною водою, але була проблема. На території знаходилось багато мерців. Команда з боєм пробирається до входу, використовуючи тактику «спина до спини». В цей час у Лорі починаються пологи, але з нею залишаються тільки Мегі та Карл. Пологи можливі лише через кесарів розтин, який нікому зробити. Мегі рятує новонароджену дитину ціною життя Лорі, а Карл убиває матір, щоб вона не переродилася у блукача.
Загін Ріка зустрічає групу злочинців, що весь рік були замкнені в тюрмі й нічого не знають про події на волі. Вони ділять територію та ресурси.
Пізніше мандрівники зустрічають групу місцевих мешканців, що продовжують виживання під проводом Губернатора.

## У ролях

### Основний склад
- Ендрю Лінкольн — Рік Граймс — головний протагоніст серіалу, колишній заступник шерифа з округу Кінг, Джорджія, Чоловік Лорі та батько Карла. (16 епізодів)
- Сара Вейн Келліс — Лорі Граймс — дружина Ріка та матір Карла. (4 епізоди)
- Лорі Голден — Андреа — колишній успішний адвокат, чия молодша сестра померла в першому сезоні. (16 епізодів)
- Норман Рідус — Деріл Діксон — основний мисливець групи. (16 епізодів)
- Стівен Ян — Гленн — колишній доставщик піци та невід'ємний член групи. (16 епізодів)
- Чендлер Ріггз — Карл Граймс — син Ріка та Лорі (16 епізодів)
- Лорен Коен — Меґґі Ґрін — старша донька Гершеля. (16 епізодів)
- Данай Гуріра — Мішонн — загадкова фігура, яка врятувала Андреа у фіналі другого сезону та досить помітний персонаж серіалу.(16 епізодів)
- Майкл Рукер — Мерл Діксон — Деріловий старший брат реднек, який зник у першому сезоні[3]. (14 епізодів)
- Девід Морріссі — Губернатор — головний антагоніст серіалу[4]. (15 епізодів)
- Мелісса МакБрайд — Керол Пелетьєр — член групи, яка піддавалася домашньому насиллю з боку свого чоловіка до його смерті. (15 епізодів)
- Скотт Вілсон — Гершель Ґрін — ветеринар. Власник ферми, яка була знищена навалою «блукачів». (16 епізодів)

### Другорядний склад
Персонажі з попереднього сезону:
- Айрон Сінґлтон — Ті-Дог — член групи. Був убитий «блукачами» після спроби врятувати Керол. (3 епізоди)
- Емілі Кінні — Бетт Ґрін — молодша донька Гершеля. (16 епізодів)

Нові персонажі:
- Даллас Робертс — Мілтон Мамет — науковець, який вивчає блукачів[5]. (4 епізоди)
- Лью Темпл — Алекс — знайдений групою у в'язниці[6]. (6 епізоди)
- Вінсент Вард — Оскар — колишній грабіжник, знайдений у в'язниці. (7 епізодів)
- Алекса Ніколас — Хейлі — жінка з охорони Вудбері. (2 епізоди)
- Донзалей Абернаті — доктор Стівенс — лікар, яка проживає у Вудбері. (2 епізоди)
- Хосе Пабло Кантільйо — Цезар Мартінез — один з людей Губернатора. (4 епізоди)
- Чад Коулман — Тайріз — лідер маленької групи людей, що вижили[7]. (1 епізод)
- Сонека Мартін — Саша — сестра Тіреза. (1 епізод)
- Деніел Томас Мей — Ален — член групи Тіреза. (1 епізод)
- Чері Дворак — Донна — дружина Алена. (1 епізод)
- Тайлер Чейз — Бен — підлітковий син Алена. (1 епізод)

Запрошений гість з другого сезону:
- Джон Бернтал — Шейн (1 епізод)

## Виробництво
25 жовтня 2011 року, після успішної прем'єри другого сезону, AMC продовжив Ходячі мерці і на третій сезон. 14 січня 2012 AMC оголосив, що третій сезон складатиметься з 16 епізодів.
Зйомки сезону розпочались у травні 2012 року в окрузі Ковета, а місто Сенойя було використано як декорації для зйомок міста Вудбері. Ернест Дікерсон виступив в ролі режисера для прем'єрного епізоду. Грегорі Нікотеро, спів-виконавчий продюсер та спеціаліст по візуальним ефектам та спеціальному гриму, виступив у ролі режисера для п'ятого епізоду третього сезону вже маючи подібний досвід у режисурі одинадцятого епізоду другого сезону «Суддя, присяжні, кат».
Крім того, він планує виступити у ролі зомбі, після того як зображав двох різних зомбі у першому сезоні. У листопаді 2012 року Глен Маззара оголосив, що режисером фінального епізоду буде Ернест Дікерсон.
Після завершення третього сезону, Маззара піде у відставку зі свого поста шоуранера і виконавчого продюсера, за двосторонньою угодою між ним та AMC. У прес-релізі написано: «Обидві сторони усвідомлюють, що існують розбіжності з приводу того, у якому напрямку повинно рухатись шоу, тому зробили висновок що краще, аби наші шляхи розійшлися».

### Вебепізоди
Слідом за Torn Apart, які вийшли у 2011 році, 1 жовтня 2012 року були зняті вебепізоди Cold Storage.

### Talking Dead
Другий сезон вийшов в травні 2012 року.

## Епізоди
| №  | #  | Назва                                                        | Режисер(и)          | Сценарист(и)             | Вийшов у США      | Перегляд американцями (у мільйонах) |
| -- | -- | ------------------------------------------------------------ | ------------------- | ------------------------ | ----------------- | ----------------------------------- |
| 20 | 1  | «Зародок» «Seed»                                             | Ернест Дікерсон     | Глен Маззара             | 14 жовтня 2012    | 10.87                               |
| 21 | 2  | «Схиблені» «Sick»                                            | Білл Джірхарт       | Ніколь Бітті             | 21 жовтня 2012    | 9.55                                |
| 22 | 3  | «Ходімо за мною» «Walk with Me»                              | Гай Ферланд         | Еван Райлі               | 28 жовтня 2012    | 10.51                               |
| 23 | 4  | «Внутрішній ворог» «Killer Within»                           | Гай Ферланд         | Сенг К'ю Кім             | 4 листопада 2012  | 9.27                                |
| 24 | 5  | «Лише скажи» «Say the Word»                                  | Грегорі Нікотеро    | Анджела Канг             | 11 листопада 2012 | 10.37                               |
| 25 | 6  | «Зацьковані» «Hounded»                                       | Ден Еттіес          | Скотт М. Гімпл           | 18 листопада 2012 | 9.21                                |
| 26 | 7  | «Коли мертві стукають у двері» «When the Dead Come Knocking» | Деніел Сакхейм      | Френк Рензуллі           | 25 листопада 2012 | 10.43                               |
| 27 | 8  | «Створений страждати» «Made to Suffer»                       | Білл Джірхарт       | Роберт Кіркман           | 2 грудня 2012     | 10.48                               |
| 28 | 9  | «Король самовбивця»                                          | Леслі Лінка Глаттер | Еван Райлі               | 10 лютого 2013    | 12,30                               |
| 29 | 10 | «Дім» «Home»                                                 | Сейт Манн           | Ніколь Бітті             | 17 лютого 2013    | Буде оголошено                      |
| 30 | 11 | «Я не Юда» «I Ain't a Judas»                                 | Грегорі Нікотеро    | Анджела Канг             | 24 лютого 2013    | 11,01                               |
| 31 | 12 | «Очищений» «Clear»                                           | Трішиа Брок         | Скотт М. Гімпл           | 3 березня 2013    | 11,30                               |
| 32 | 13 | «Стріла в одвірку» «Arrow on the Doorpost»                   | Девід Бойд          | Раян Коулмен             | 10 березня 2013   | 11,46                               |
| 33 | 14 | «Здобич» «Prey»                                              | Стефан Шварц        | Глен Маззара, Еван Райлі | 17 березня 2013   | 10,84                               |
| 34 | 15 | «Таке нікчемне життя» «This Sorrowful Life»                  | Грегорі Нікотеро    | Скотт М. Гімпл           | 24 березня 2013   | 10,99                               |
| 35 | 16 | «Ласкаво просимо до підземелля» «Welcome to the Tombs»       | Ернест Дікерсон     | Глен Маззара             | 31 березня 2013   | 12,42                               |